# Tour Goguin
La tour Goguin est un édifice situé à Nevers, en France.

## Localisation
La tour est située au quai des Mariniers à Nevers.

## Historique
Anciennement nommée « tour de Cuffy », elle fut construite au XIIe siècle et réaménagée en 1419. Puis elle devint un moulin à vent au cours du XVIIe ou XVIIIe siècles. Son nom est celui du propriétaire qui l'a vendue en 1906.

## Architecture

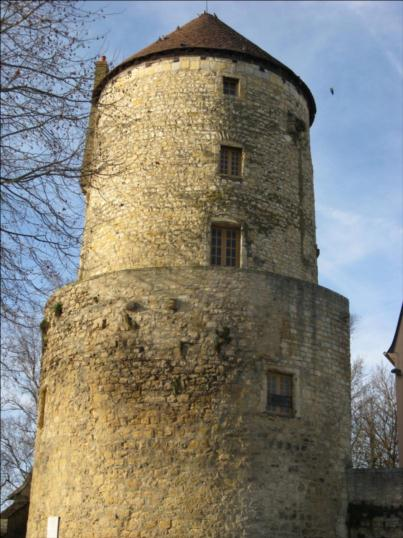
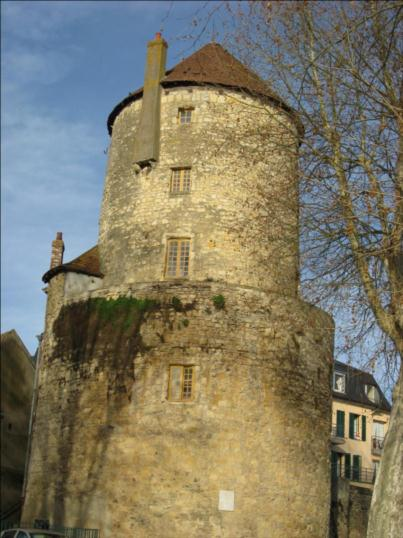
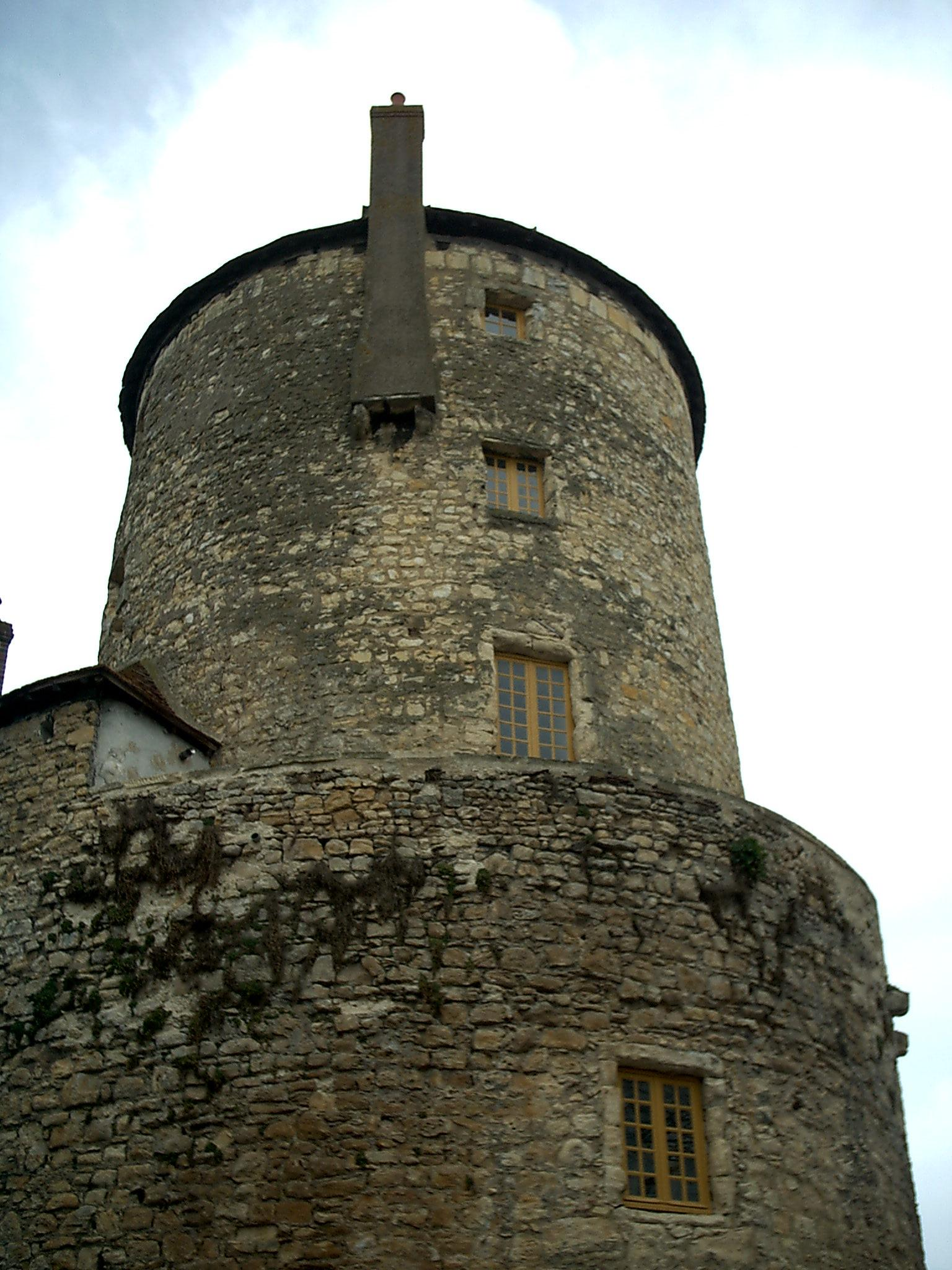
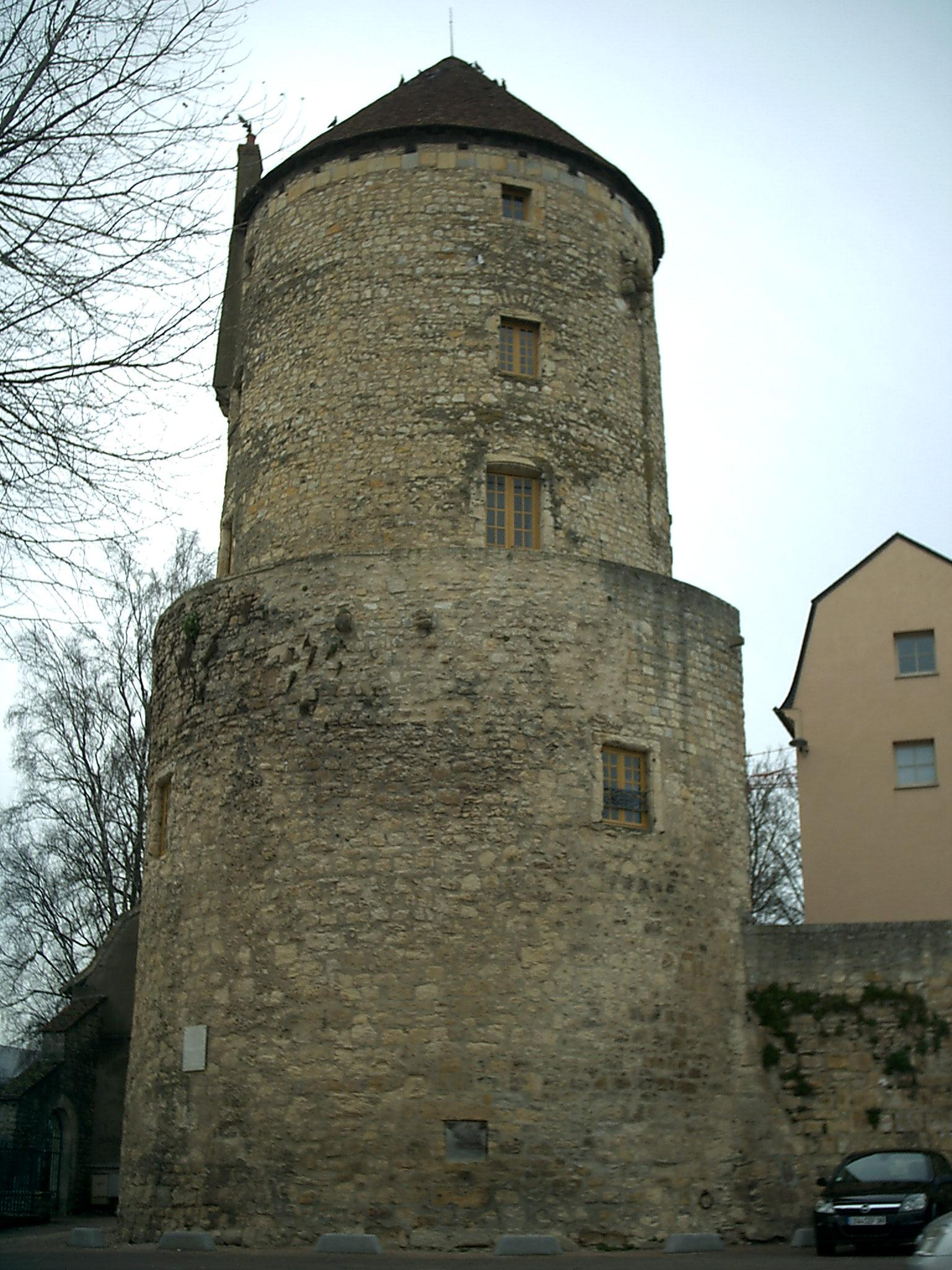
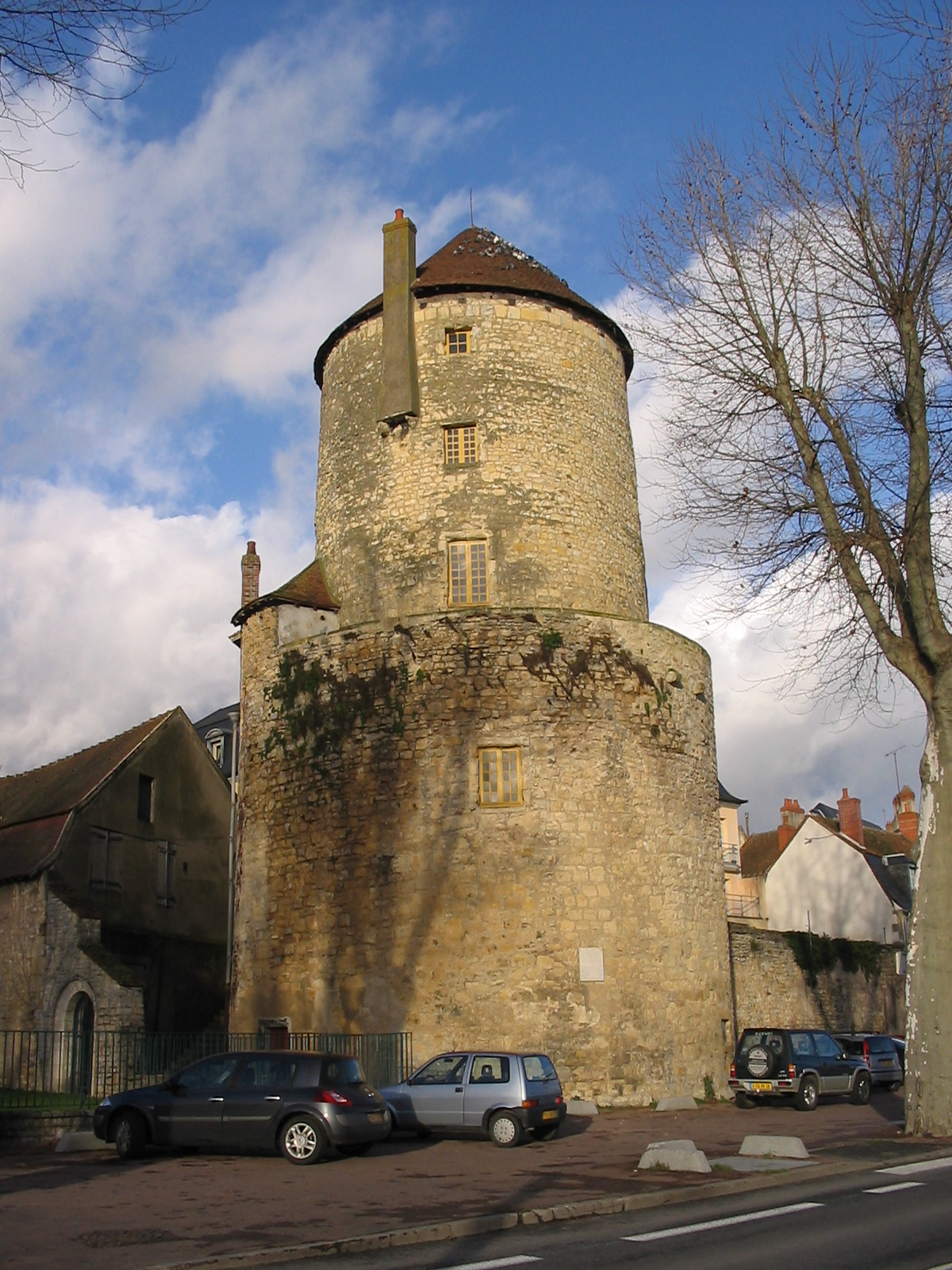
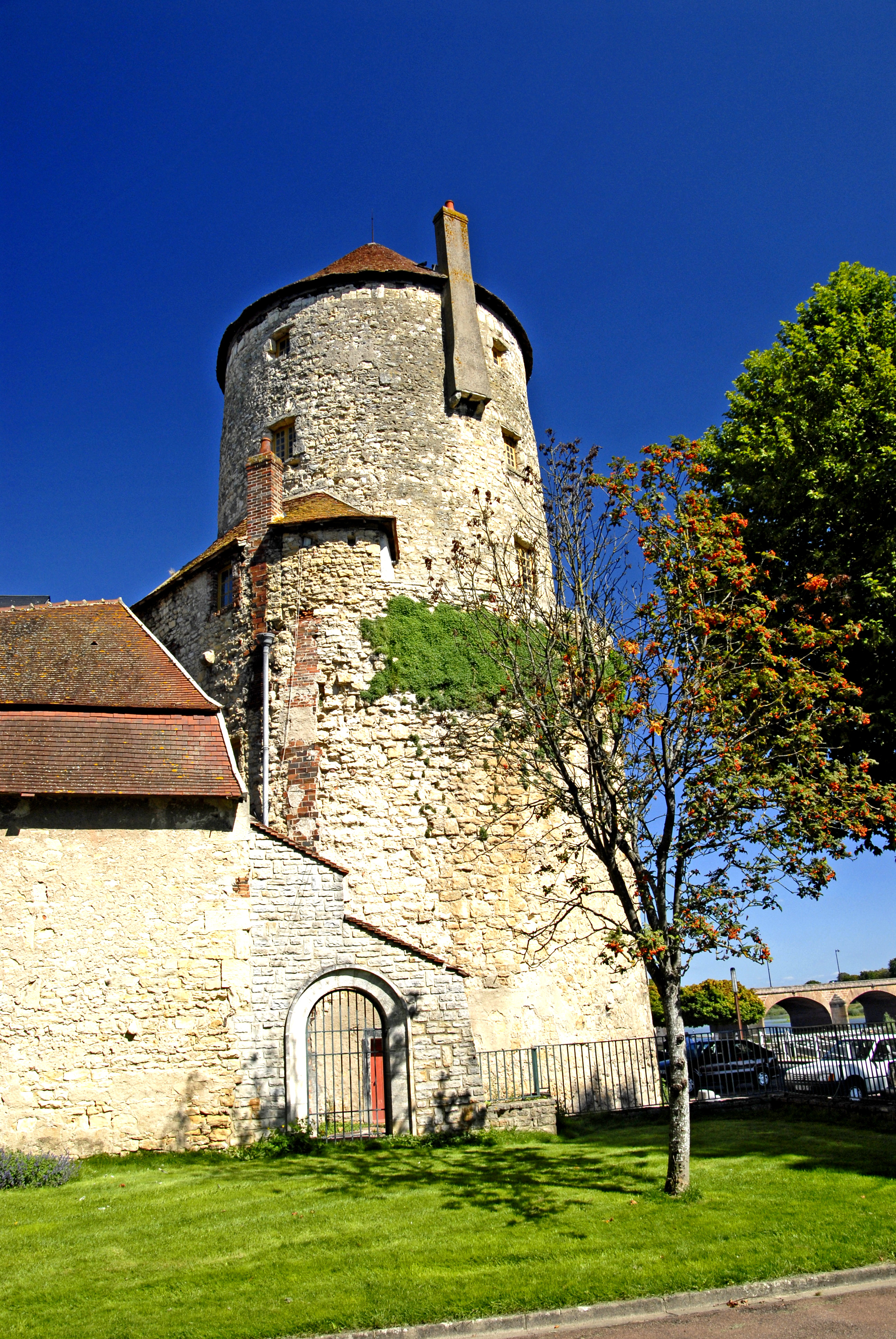
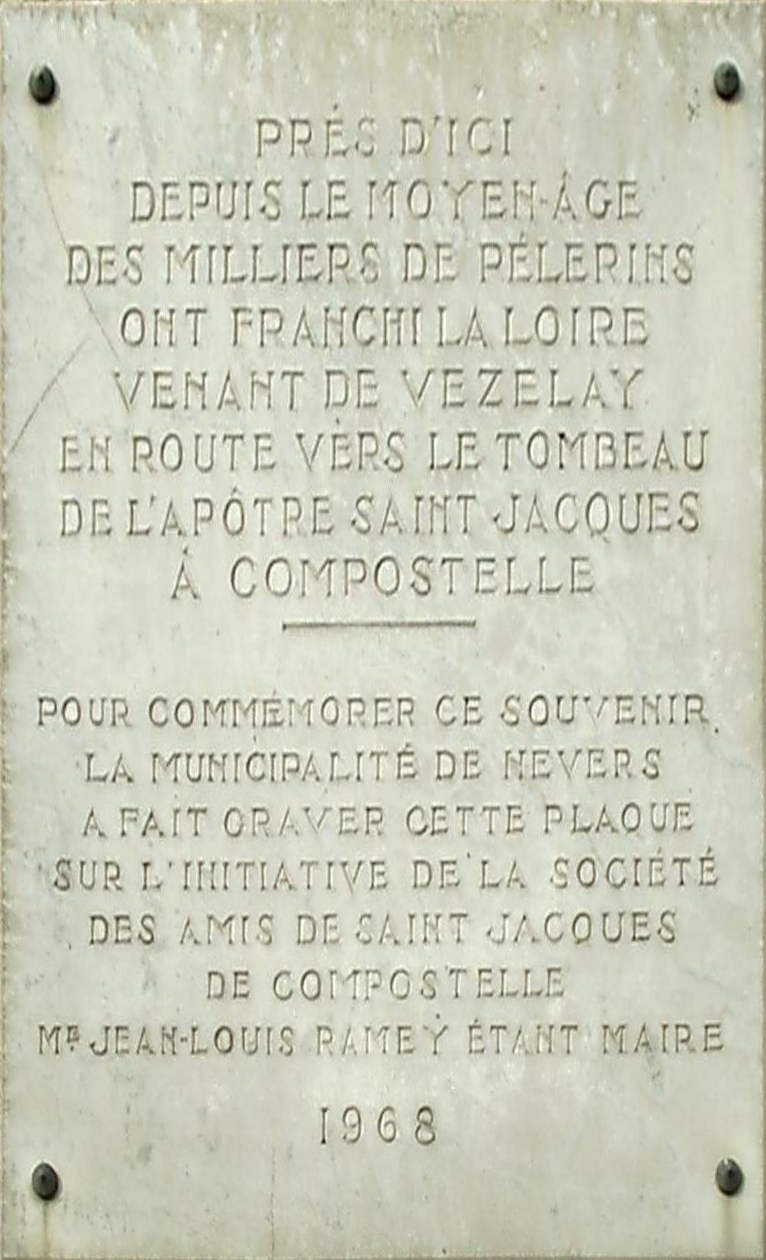